# Enchelycore
Enchelycore là một chi cá lịch biển trong họ Muraenidae.
Các loài Enchelycore nói chung là cá chình có kích thước từ nhỏ tới trung bình, phần lớn có chiều dài trong khoảng 60 đến 90 xentimét (2,0 đến 3,0 ft), với loài to lớn nhất là E. ramosa với chiều dài tới 150 xentimét (4,9 ft). Các thành viên của chi này có đặc điểm khác biệt là hàm cong làm cho chúng không ngậm miệng chặt, giúp chúng trong việc bắt và nắm giữ con mồi. Một số loài Enchelycore có màu sắc sặc sỡ (E. pardalis, E. anatina) hay có các đốm màu tỉ mỉ công phu (E. lichenosa).

## Các loài
Hiện tại người ta công nhận 12 loài trong chi này
- Enchelycore anatina (R. T. Lowe, 1838) (Fangtooth moray)
- Enchelycore bayeri (L. P. Schultz, 1953) (Bayer's moray)
- Enchelycore bikiniensis (L. P. Schultz, 1953) (Bikini Atoll moray)
- Enchelycore carychroa J. E. Böhlke & E. B. Böhlke, 1976 (Caribbean chestnut moray)
- Enchelycore kamara J. E. Böhlke & E. B. Böhlke, 1980 (Dark-spotted moray)
- Enchelycore lichenosa (D. S. Jordan & Snyder, 1901) (Reticulate hookjaw moray)
- Enchelycore nigricans (Bonnaterre, 1788) (Mulatto Conger)
- Enchelycore nycturanus D. G. Smith, 2002
- Enchelycore octaviana (G. S. Myers & Wade, 1941) (Slenderjaw moray)
- Enchelycore pardalis (Temminck & Schlegel, 1846) (Leopard moray)
- Enchelycore ramosa (Griffin, 1926) (Mosaic moray)
- Enchelycore schismatorhynchus (Bleeker, 1853) (White-margined moray)